# Efecte Dunning-Kruger

Corba de l'Efecte Dunning-Kruger, on es pot veure com varia l'autoconfiança segons augmenta el coneixement d'un tema.

L'efecte Dunning-Kruger és un biaix cognitiu segons el qual els individus amb escassa habilitat o coneixements pateixen un efecte de superioritat il·lusori, considerant-se més intel·ligents que altres persones més preparades, tot mesurant incorrectament la seva habilitat per sobre de la realitat. Aquest biaix és atribuït a una inhabilitat metacognitiva del subjecte de reconèixer la seva pròpia ineptitud. Per contra, els individus altament qualificats tendeixen a subestimar la seva competència relativa; erròniament assumeixen que les tasques que són fàcils per a ells també són fàcils per als altres.
David Dunning i Justin Kruger de la Universitat Cornell van concloure: «La mala mesura de l'incompetent es deu a un error sobre si mateix, mentre que la mala mesura del competent és deguda a un error sobre els altres».

## Proposta
El fenomen va ser demostrat en una sèrie d'experiments realitzats per Justin Kruger i David Dunning, de la Universitat Cornell (Nova York, Estats Units). Els seus resultats van ser publicats en el Journal of Personality and Social Psychology de desembre de 1999.

Kruger i Dunning van investigar cert nombre d'estudis previs que tendien a suggerir que en diverses habilitats com la comprensió lectora, conducció de vehicles de motor, i jocs com els escacs o el tennis, “la ignorància freqüentment proporciona més confiança que el coneixement” (com va dir Charles Darwin). La seva hipòtesi és que, en una habilitat típica que els humans posseeixen en major o menor grau:

Il·lustració que representa la seguretat i optimisme de l'ignorant (dreta) en contraposició a l'expert (esquerra).

1. Els individus incompetents tendeixen a sobreestimar la seva pròpia habilitat.
2. Els individus incompetents són incapaços de reconèixer l'habilitat d'uns altres.
3. Els individus incompetents són incapaços de reconèixer la seva extrema insuficiència.
4. Si poden ser entrenats per millorar substancialment el seu propi nivell d'habilitat, aquests individus poden reconèixer i acceptar la seva falta d'habilitats prèvia.

Els investigadors van voler provar aquestes hipòtesis en subjectes humans, estudiants de la universitat Cornell, que estaven matriculats en diverses carreres de psicologia.
En una sèrie d'estudis, Kruger i Dunning van examinar les autovaloracions en raonament lògic, gramàtica i humor. Després d'haver-los mostrat les puntuacions dels seus tests, van preguntar als subjectes la seva estimació sobre la posició obtinguda en la classificació. Va resultar que, mentre que el grup dels competents estimava força bé la seva classificació, els incompetents la sobreestimaven.
Un estudi posterior suggereix que els estudiants més incompetents milloren tant el seu nivell d'habilitat com la seva habilitat per estimar la seva posició en la classificació només després de rebre moltes classes en les habilitats que no tenien.
Daniel Ames i Lara Kammrath van estendre aquest treball a l'empatia, i a la pròpia percepció d'aquesta.
Altres treballs de Burson Larrick i Joshua Klayman han suggerit que l'efecte no és tan obvi i potser és degut als nivells de soroll i als prejudicis.
Dunning i Kruger van guanyar el premi Ig Nobel l'any 2000 pel seu treball.

### Diferències culturals sobre l'auto percepció
En general, s'han realitzat estudis sobre l'efecte Dunning-Kruger en els nord-americans, però els estudis sobre els japonesos suggereixen que les forces culturals tenen un paper en l'aparició de l'efecte.
En l'estudi "Conseqüències divergents de l'èxit i el fracàs al Japó i l'Amèrica del Nord: una investigació de les motivacions de millora de si mateix i dels éssers mal·leables" (2001) es va assenyalar que els japonesos tendien a subestimar les seves capacitats i tendien a veure el baix rendiment (fracàs) com una oportunitat per millorar les seves aptituds en una tasca concreta, augmentant així el seu valor per al grup social.

## En la cultura popular
Abans de ser reconegut en l'àmbit científic, aquest efecte ja era conegut a nivell popular en refranys com «La ignorància és atrevida», que expressen el mateix concepte.